# Catfight
Catfight é um filme independente de comédia dramática estadunidense de 2016 dirigido e escrito por Onur Tukel. Estrelado por Sandra Oh, Anne Heche, Alicia Silverstone, Amy Hill, Myra Lucretia Taylor, Ariel Kavoussi, Craig Bierko, Tituss Burgess, e Dylan Baker. O filme estreou no Festival Internacional de Cinema de Toronto em 9 de setembro de 2016. Pouco tempo depois, a Dark Sky Films adquiriu direitos de distribuição do filme e o definiu para um lançamento limitado em 3 de março de 2017 através de vídeo sob demanda.
A filmagem principal do filme foi encerrada no final de dezembro de 2015 na cidade de Nova York. O filme foi produzido por Greg Newman, do MPI Media Group, juntamente com Gigi Graff.
No site Rotten Tomatoes, o filme tem um índice de aprovação de 73% com base em 59 comentários, e uma classificação média de 6,1/10. O consenso crítico do site diz: "Inteligente, adequadamente desagradável e bem elaborado, Catfight dá socos narrativos tão rápidos e contundentes quanto a violência física brotou na tela". Em Metacritic, o filme tem uma pontuação média ponderada 66 de 100, com base em 17 críticos, indicando "críticas geralmente favoráveis".

## Enredo
O filme abre mostrando a vida de duas mulheres, a artista de arte bruta Ashley Miller (Heche) e a rica dona de casa Veronica Salt (Oh). Ashley está lutando para vender suas obras sombrias e apocalípticas, forçando seu relacionamento com sua namorada Lisa, e ela também é verbalmente abusiva com sua assistente Sally. Enquanto isso, Veronica é uma alcoólatra que é tratada com desdém pelo marido Stanley e, embora ela ame seu filho Kip, ela zomba dele com desdém. Ambas as mulheres assistem a um programa de notícias políticas que relata uma tensão crescente entre os Estados Unidos e o Oriente Médio.
Stanley faz uma festa de aniversário para seu parceiro de negócios. Lisa, que está cuidando da festa, força Ashley a ajudá-la. Enquanto cuidam do bar, Veronica toma um drinque e as duas mulheres se reconhecem na faculdade - elas já foram amigas, até Veronica de repente parar de falar com Ashley por razões pouco claras. Embora ambos tentem fazer uma conversa agradável, rapidamente se ofendem e se tornam amargas. Depois de embebedar, Veronica recebe ordens de sair pelo marido e ela encontra Ashley fumando na escada. As du lasançam insultos de ódio uma na outra, levando a uma luta violenta. Ashley acaba tendo vantagem, socando Veronica várias vezes no rosto antes de sair. Veronica, gravemente ferida, tenta se levantar, mas cai da escada, entrando em coma.
Dois anos depois, Veronica acorda no hospital sem lembrança de sua briga com Ashley. Ela fica horrorizada ao saber que, enquanto estava em coma, o marido morreu em um acidente de carro, o filho morreu depois de se juntar voluntariamente às forças armadas para combater a guerra no Oriente Médio, e todo o seu dinheiro foi gasto para pagar pelo tratamento. Agora quebrada e sozinha, Veronica se muda para sua ex-governanta Donna e consegue um emprego como empregada doméstica. Enquanto isso, Ashley se tornou uma artista famosa depois que a guerra faz com que suas pinturas sombrias se tornem populares. Ela e Lisa também decidem começar uma família, e Ashley é engravidada com sucesso depois que elas usam um doador de esperma; no entanto, as diferentes crenças de Ashley e Lisa sobre como se preparar para o bebê e criá-lo fazem com que seu relacionamento se afaste novamente.
Um dia, enquanto limpava um quarto de hotel, Veronica encontra uma revista com Ashley na capa e fica chateada que sua antiga amiga da faculdade agora tenha sucesso. Veronica entra em conflito com Donna por causa de suas opiniões sobre a guerra, e ela é forçada a morar com sua tia Charlie, instável. Antes de sair de Nova York, Veronica encontra uma gravação em vídeo deixada por Kip, que revela que ele deixou a escola de arte para se juntar ao exército porque acreditava que isso deixaria Veronica orgulhosa. Veronica começa a chorar. Mais tarde, uma Veronica bêbada vai para a abertura da nova galeria de Ashley. Quando ela vê uma pintura representando seu próprio rosto ensanguentado, Veronica de repente se lembra da briga e percebe que Ashley é a razão pela qual ela perdeu tudo. Veronica fica furiosa e começa a destruir as pinturas, e Ashley fica chocada ao vê-la quando tenta impedi-la. Veronica dá um soco em Ashley e foge com a pintura do rosto. Ashley corre atrás dela em um canteiro de obras, onde as duas começam brutalmente se batendo com várias ferramentas. Veronica consegue dominar Ashley e bate na cabeça dela várias vezes com uma chave inglesa. Satisfeita com sua vingança, Veronica se afasta. Ashley tenta se levantar, mas um bloco de concreto cai e bate na cabeça dela, e ela entra em coma.
Mais dois anos se passaram. Ashley acorda no hospital e descobre que perdeu o bebê durante o coma, Lisa a deixou para começar uma família com um homem, e está completamente falida depois que todas as suas pinturas foram vendidas para pagar as contas do hospital. Os Estados Unidos venceram a guerra ao terror e ocidentalizaram completamente o Oriente Médio, o que significa que seu estilo de arte perdeu de repente toda a popularidade. Sally, enquanto isso, tornou-se imensamente famosa e rica depois que seus quadrinhos sobre felizes coelhinhos azuis se tornaram populares após o fim da guerra. Ashley agora é forçada a trabalhar para sua ex-assistente e tenta começar a pintar novamente, apenas para descobrir que é fisicamente incapaz de fazê-lo por causa de seus ferimentos, o que significa que sua carreira artística está arruinada para sempre. Ashley perdeu tudo - assim como Veronica.
Uma noite, Ashley pergunta a Sally por que ela está sendo gentil com ela, e Sally, sem desculpas, admite que gosta de ver Ashley tão infeliz por causa do tratamento cruel que recebeu enquanto trabalhava para ela. Enfurecida, Ashley começa a destruir os poucos bens que restou, apenas para descobrir uma passagem de ônibus para a Pensilvânia. Ashley percebe que a passagem de ônibus pertence a Veronica. Nos últimos dois anos, Veronica cuidou de sua tia Charlie no meio da floresta e passou a gostar de viver longe do resto do mundo. Veronica fica surpresa quando Ashley aparece de repente em sua casa. Ashley culpa Veronica por sua miséria e pretende "destruí-la". Veronica, calmamente, oferece seu café da manhã de antemão, e Ashley aceita com relutância.
Enquanto as duas mulheres comem, elas descobrem que têm algumas coisas em comum - ambas odiavam a guerra com o Oriente Médio, mas não deixaram que esse ódio as impedisse de lucrar com isso, e as duas sentem muita falta dos filhos perdidos. Veronica mostra a Ashley a câmera cheia de gravações feitas por Kip enquanto ele foi enviado ao exército, e confessa que assistir aos clipes a faz sentir como se seu filho ainda estivesse com ela e a ajudou a superar sua raiva e tristeza em relação a Ashley. Ashley se emociona e, por um momento, parece que as duas serão capazes de se reconciliar. No entanto, Ashley acidentalmente derrama seu café na câmera, fritando-a. Veronica enlouquece, revelando que nunca fez backup dos arquivos da câmera e culpa Ashley por destruí-lo. Ashley fica brava e chama Veronica de idiota. As duas começam a lutar pela terceira vez, levando a briga de casa e para a floresta. A luta começa tão brutal quanto as brigas anteriores, mas logo perde toda a paixão, e as duas mulheres acabam sentadas no chão se batendo, uma e outra vez, enquanto as duas começam a chorar.
Tia Charlie observa as duas brigando pela janela. A câmera de vídeo é reiniciada repentinamente, revelando que não estava quebrada, afinal, e mostrando que toda a luta de Ashley e Veronica é completamente sem sentido.[carece de fontes?]

## Elenco
- Sandra Oh - Veronica[3]
- Anne Heche - Ashley[3]
- Alicia Silverstone - Lisa[3]
- Ivana Miličević - Rachel
- Peter Jacobson - Carl
- Myra Lucretia Taylor - Donna[8]
- Amy Hill - Charlie
- Damian Young - Stanley
- Tituss Burgess - John
- Jordan Carlos - Howie
- Giullian Yao Gioiello - Kip
- Dylan Baker - Doutor Jones
- Ariel Kavoussi - Sally
- Stephen Gevedon - Tom Ferguson
- Annie McCain Engman - Christie
- Marisa Vitali - Debbie